# Алберт Ферт
Албер Ферт (на френски: Albert Fert) е френски физик, носител на Нобелова награда за физика за 2007 г., заедно с Петер Грюнберг, за откриването на гигантското магнитосъпротивление, независимо един от друг.

## Биография
Роден е на 7 март 1938 г. в Каркасон, Франция. Завършва Екол нормал в Париж през 1962 и защитава докторска дисертация в Университета Париж-Юг през 1970. Работи няколко години в Университет „Жозеф Фурие“ в Гренобъл, след което започва работа в Университета Париж-Юг.

## Научна дейност
През 1988, открива гигантското магнитосъпротивление, няколко години след откриването на тунелното магнитосъпротивление от Мишел Жюлиер. Гигантското магнитосъпротивление е открито няколко месеца по-късно, независимо от Ферт, от Петер Грюнберг. Тези открития позволяват развитието на нов дял от физиката, спинтроника: използването на спиновете на електроните за съхраняване и извличане на информация. Откритието на Ферт и Грюнберг позволява значително да се намалят размерите на твърдите дискове.

## Признание
- Член на Френската академия на науките.
- Носител на Златен медал на CNRS (най-високото френско отличие).
- Носител на Japan Prize.
- награда „Волф“.